# 鳴鳥不飛
《鳴鳥不飛》是ヨネダコウ創作的BL成人漫畫，於大洋圖書漫畫雜誌《ihr HertZ》連載中，單行本1至6集累積發行量超過140萬冊。本作於2015年獲得講談社FRaU漫畫大賞，翌年獲得SUGOI JAPAN Award漫畫部門第4名，2020年劇場版動畫上映。

## 故事簡介
年輕的黑道幹部矢代與手下百目鬼在相處的過程中產生情愫，同時他們也因為幫派的爭鬥而身處危機之中。

## 登場人物
矢代（配音：新垣樽助）
在小時候被繼父侵犯，之後便變成了抖M
原本是松原組的"公共廁所"，後來被三角大哥(當時身為組長)拉近了組裡，成了他的手下
真誠會二頭目、真誠興業社長。因為過去的經驗而成為放浪形骸(變態抖M)的人，但曾經喜歡過的人只有高中同學影山。
因為被連累到興奮劑事件，最後解散真誠會，並過四年的清閒生活。
百目鬼力（配音：羽多野涉）
前警察，為了保護妹妹犯下傷害罪而遭開除並出現性功能障礙(陽痿)，矢代的隨從兼保鏢，在相處過程中愛上矢代。
在矢代解散真誠會後，被天羽帶去櫻流派，並在綁架案中，搶先把仁姬救回來，立下大功，因此被重用。
七原祐輔（配音：興津和幸）
是一個忠誠有原則的人，因為被誣陷而被平田打得半死的時候，矢代幫了他一把，之後就變成矢代的小弟，少當家輔助。
久我瑛心（配音：小野友樹）
在福利院長大的小混混。被矢代所看中，影山的情人，與影山同居中。
影山莞爾（配音：安元洋貴）
矢代的高中同學，有燙傷癖，喜歡疤痕，至今還與矢代有聯絡，是個內科醫生，也是久我的情人。
龍崎篤士（配音：三宅健太）
道心會旗下、松原組組長。曾經跟矢代有過一段"關係"
在興奮劑事件中，被平田利用，最後解散了松原組。
三角隆仁（配音：大川透）
常被稱作"老爹"，曾跟矢代有過一段"關係"，也是提拔了矢代的人，並非常看好他。

## 出版書籍
| 卷數 | 大洋圖書       | 大洋圖書                                                          | 尖端出版社     | 尖端出版社                                                        |
| 卷數 | 發售日期       | ISBN                                                              | 發售日期       | ISBN / EAN                                                        |
| ---- | -------------- | ----------------------------------------------------------------- | -------------- | ----------------------------------------------------------------- |
| 1    | 2013年1月30日  | ISBN 978-4-81-303013-3                                            | 2013年11月8日  | ISBN 978-770-225-758-1 EAN 471-7702-25758-3                       |
| 2    | 2013年11月1日  | ISBN 978-4-81-303034-8                                            | 2014年7月21日  | ISBN 978-770-226-170-0 EAN 471-7702-26170-2                       |
| 3    | 2015年6月1日   | ISBN 978-4-81-303080-5                                            | 2015年8月7日   | ISBN 978-770-226-796-2 EAN 471-7702-26796-4                       |
| 4    | 2016年9月30日  | ISBN 978-4-81-303127-7                                            | 2017年2月3日   | ISBN 978-957-107-124-4                                            |
| 4    | 2016年9月30日  | ISBN 978-4-81-303127-7                                            | 2017年2月3日   | EAN 471-2966-35134-3（特裝版） EAN 471-2966-35135-0（豪華特裝版） |
| 5    | 2017年11月30日 | ISBN 978-4-81-303168-0                                            | 2018年6月15日  | ISBN 978-957-108-172-4 EAN 471-2966-35553-2（特裝版）             |
| 6    | 2019年5月1日   | ISBN 978-4-81-303220-5                                            | 2020年1月31日  | ISBN 978-957-105-154-3 EAN 471-1228-58164-1（特裝版）             |
| 7    | 2021年3月1日   | ISBN 978-4-81-303278-6（普通版） ISBN 978-4-81-304024-8（特装版） | 2021年11月19日 | ISBN 978-6-26-316194-8                                            |

## 劇場動畫
《鳴鳥不飛：烏雲密佈》（囀る鳥は羽ばたかないThe clouds gather）由GRIZZLY負責動畫製作，於2020年2月15日在日本上映，並於同年2月27日在台灣上映，分級為輔15級。香港原本預定於同年的7月23日上映，但由於當日正值香港政府頒布的「限聚令」實行期間，香港的電影院不能開門營業，因此需要延期。隨着「限聚令」條件放寬，最終於2020年8月28日正式上映。另外，本作被日本映倫評定為R-18級，以及被香港電影檢查處評定為III級影片。
官方宣布確定將製作續作第二章《鳴鳥不飛 The storm breaks（囀る鳥は羽ばたかない The storm breaks）》的消息，目前尚未宣布預計上映時間。
前傳《鳴鳥不飛 Don't stay gold》於2021年3月19日在台灣上映、同年5月13日在香港上映，故事主要圍繞久我、影山、矢代。

### 製作人員
- 原作：ヨネダコウ《鳴鳥不飛》
- 監督：牧田佳織
- 劇本：瀨古浩司
- 角色設計：熊田明子、桑原剛
- 美術監督：佐藤勝、福島孝喜
- 色彩設計：鐮田千賀子、末永絢子
- 攝影監督：佐藤光洋
- 音樂：H ZETTRIO
- 音響監督：小泉紀介
- 動畫製作：GRIZZLY

### 動畫音樂
主題歌《モラトリアム》
作詞：福島 智朗

作曲：藤井 怜央

編曲：Omoinotake、Kohei Ishii（Alaska Jam）

演唱：Omoinotake

## 外部連結
- 官方網站 - 劇場アニメ『囀る鳥は羽ばたかない The clouds gather』公式 （页面存档备份，存于）
- 官方推特 - 劇場アニメ『囀る鳥は羽ばたかない The clouds gather』公式 （页面存档备份，存于）@saezuru_anime
- BLUE LYNX （页面存档备份，存于）
- GRIZZLY （页面存档备份，存于）